# GLAAD Media Awards 2003
La 14ª edizione dei GLAAD Media Awards si è tenuta nel 2003. Le cerimonie di premiazione hanno avuto luogo al Marriot Marquis di New York il 7 aprile al Kodak Theatre di Los Angeles il 26 aprile, e al Westin St. Francis di San Francisco il 31 maggio.

## New York
Excellence in Media Award
- Diane Sawyer

Vito Russo Award
- Rosie O'Donnell

Miglior film della piccola distribuzione
- Kissing Jessica Stein
- 8 donne e un mistero
- Borstal Boy
- Le fate ignoranti
- Y tu mamá también - Anche tua madre (Y tu mamá también)

Miglior documentario
- Trembling Before G-d
- Gay Weddings
- Middle School Confessions
- Southern Comfort
- True Life: I'm Coming Out

Miglior serie Daytime drammatica
- Undressed
- Daniela
- La valle dei pini

Miglior episodio talk show
- "Adopted by Gay Parents", The Rosie O’Donnell Show
- "Gays in Sports", Donahue
- "Dolly Parton", So Graham Norton

Miglior album
- A Wonderful World, Tony Bennett e k.d. lang
- Cookie: The Anthropological Mixtape, Meshell Ndegeocello
- Become You, Indigo Girls
- Crucible, Halford
- Release, Pet Shop Boys

## Los Angeles
Vanguard Award
- Eric McCormack

Stephen F. Kolzak Award
- Todd Haynes

Riconoscimento Speciale
- Christina Aguilera

Miglior film della grande distribuzione
- The Hours
- Lontano dal paradiso
- Frida
- Le regole dell’attrazione
- Tutta colpa dell'amore

Miglior serie commedia
- Will & Grace
- Sex and the City

Miglior serie drammatica
- Six Feet Under
- Ancora una volta
- Queer as Folk
- The Shield
- The Wire

Miglior episodio serie TV
- "Pararse", Resurrection Blvd
- "Guess Who's Coming to Dinner, Honey?", George Lopez Show
- "My Own Private Rodeo", King of the Hill
- "Relax!", Grounded for Life
- "Forme d’amore", Crossing Jordan

Miglior film per la televisione
- The Laramie Project (film)
- The Badge - Inchiesta scandalo
- Bobbie's Girl
- The Matthew Shepard Story

## San Francisco
Golden Gate Award
- Stockard Channing

Davidson/Valentini Award
- B.D. Wong